# Atifete Jahjaga
Atifete Jahjaga ([ätɪf'e:tɛ jähj'ɑ:gä]), née le 20 avril 1975 à Gjakovë, est une femme d'État kosovare, présidente de la république du Kosovo de 2011 à 2016. Issue de la police kosovare, elle est la première femme à exercer ces fonctions.

## Biographie

### Jeunesse et études
Après des études de droit à l'université de Pristina, elle poursuit sa formation aux États-Unis, notamment auprès du FBI et du département américain de la Justice.

### Carrière dans la police
Elle est la directrice adjointe de la police du Kosovo ayant le grade de général de division, le plus élevé parmi les femmes en Europe du Sud.

### Présidente de la République

#### Élection

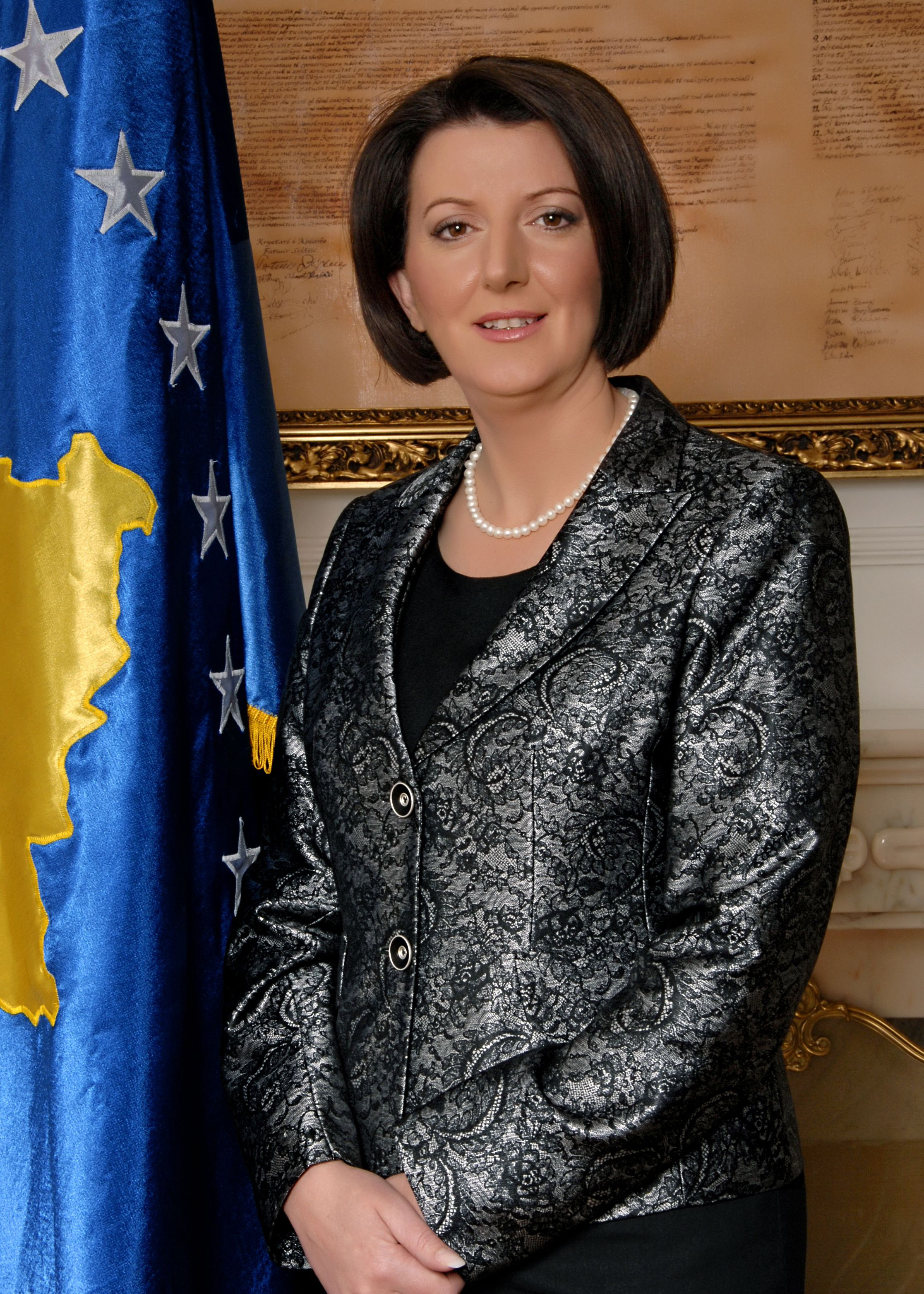
Portrait officiel d'Atifete Jahjaga.

Le 6 avril 2011, elle est présentée comme une candidate consensuelle pour la présidence de la république du Kosovo par le Parti démocratique du Kosovo, la Ligue démocratique du Kosovo et l'Alliance pour un nouveau Kosovo, et soutenu par l'ambassadeur américain au Kosovo, Christopher Dell,. Le lendemain, 7 avril, elle est élue par le Parlement lors d'une session d'urgence en recevant 80 votes sur les 100 députés présents. Elle est la première femme désignée à cette fonction, la première candidate non-partisane, et la plus jeune à être élue à ce poste.
L'accord sur sa candidature vise à éviter que la crise politique issue de l'invalidation, par la Cour constitutionnelle, de l'élection du président précédent, le milliardaire Behgjet Pacolli, n'oblige à des élections anticipées et n'entrave le dialogue entre Belgrade et Pristina pour résoudre certaines modalités techniques affectant le sort de la population kosovare.

#### Mandat
Atifete Jahjaga ne doit pas alors demeurer longtemps à la tête du Kosovo car le compromis conclu pour sa désignation prévoit des réformes constitutionnelles et électorales devant conduire à une élection présidentielle au suffrage universel direct au plus tard six mois après la révision constitutionnelle, et à des élections législatives au plus tard dix-huit mois après la réforme du système électoral,.
La révision constitutionnelle ayant pris du retard, des élections ne peuvent être organisées en avril 2012 comme prévu. Atifete Jahjaga demande donc à la Cour constitutionnelle ce qu'il convient de faire. En juillet 2012, les juges constitutionnels décident que, Mme Jahjaga ayant été élue au premier tour, il est légitime qu'elle conserve son poste jusqu'en 2016, terme légal du mandat présidentiel. Cette décision ne soulève aucune protestation, ni au Kosovo (à part la LDK, parti d'opposition), ni de la part de la communauté internationale.

Le 8 mai 2014, à la suite d'un vote de l'Assemblée, elle convoque des élections législatives anticipées pour le 8 juin suivant.

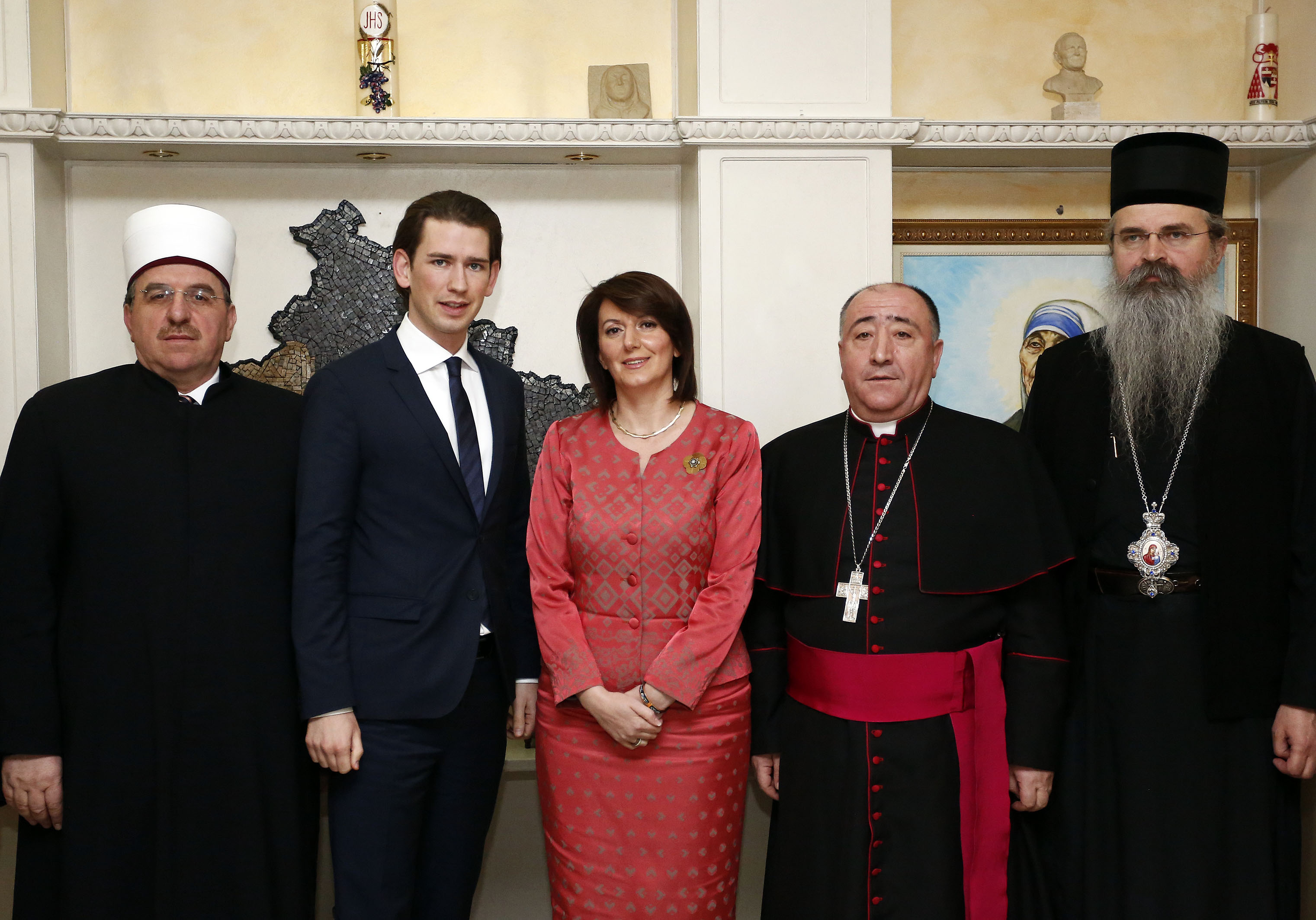
Atifete Jahjaga avec Sebastian Kurz et les représentants des différentes religions du Kosovo.
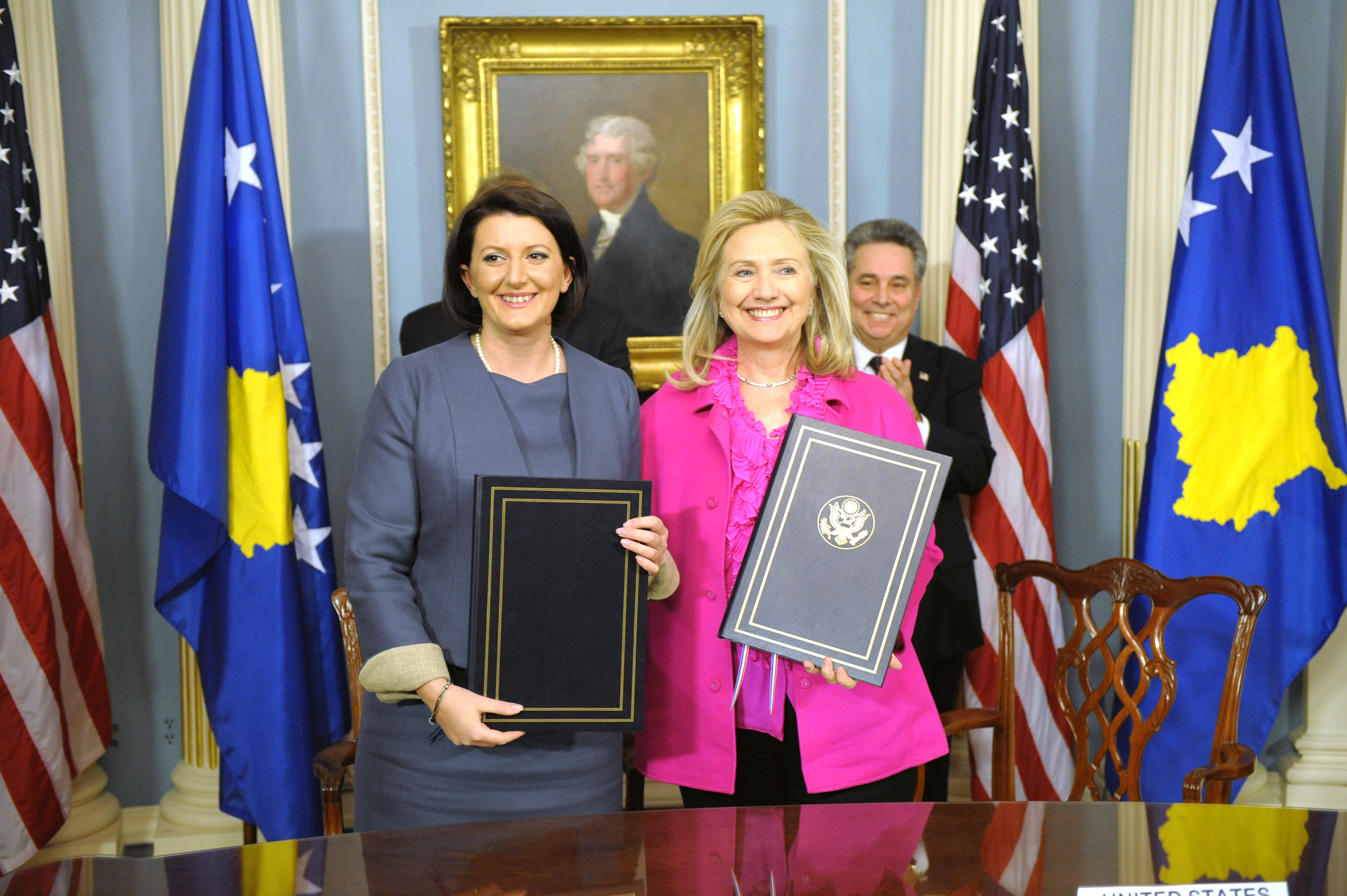
Atifete Jahjaga avec Hillary Clinton en 2011.
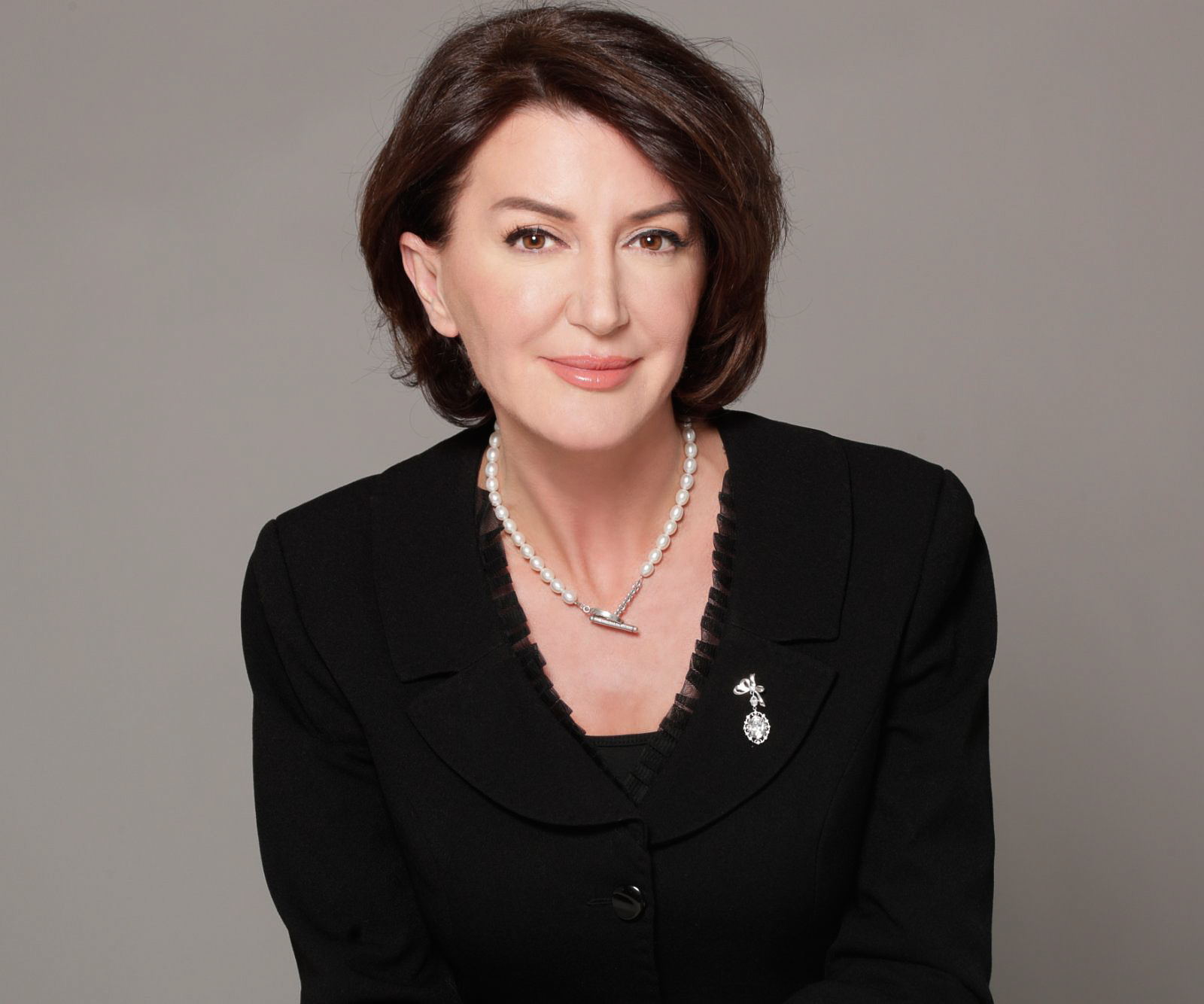
Atifete Jahjaga en 2019.

## Vie privée
Atifete Jahjaga est mariée à Astrit Kuçi et ils n'ont pas d'enfant.